# Stenamma connectum
Stenamma connectum (лат.) — вид мелких муравьёв рода Stenamma из подсемейства Myrmicinae (Formicidae). Северная Америка: южная Мексика.

## Описание

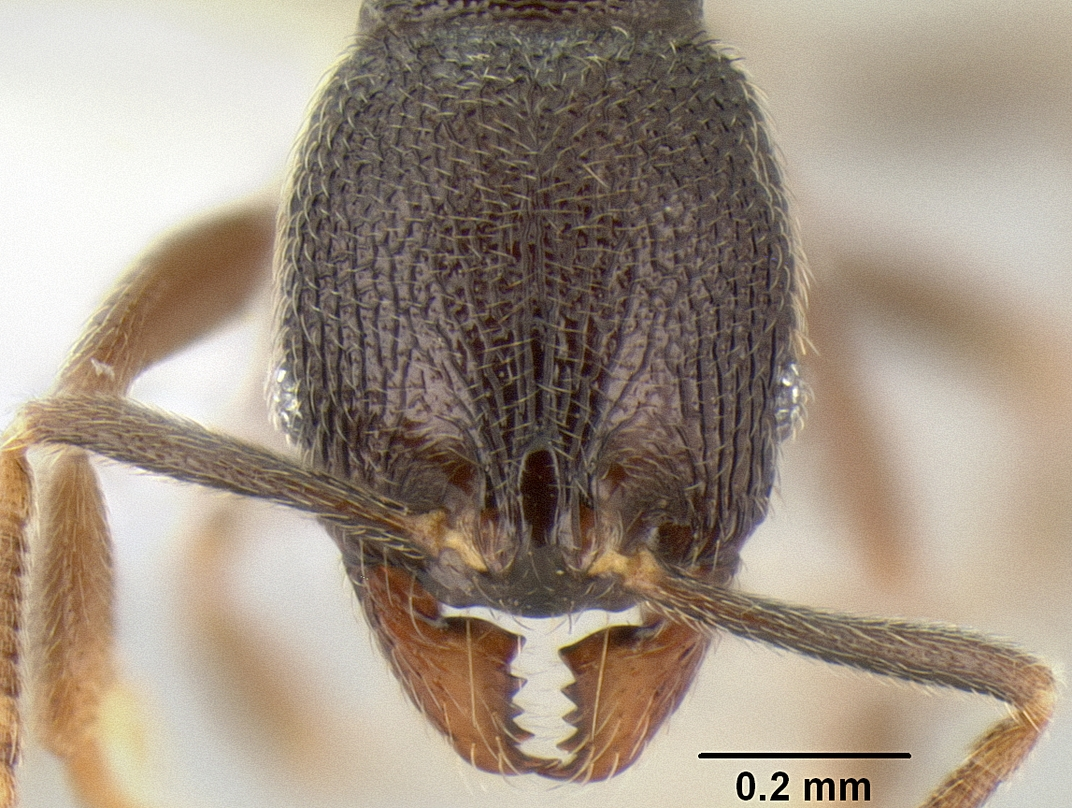
Голова рабочего Stenamma connectum

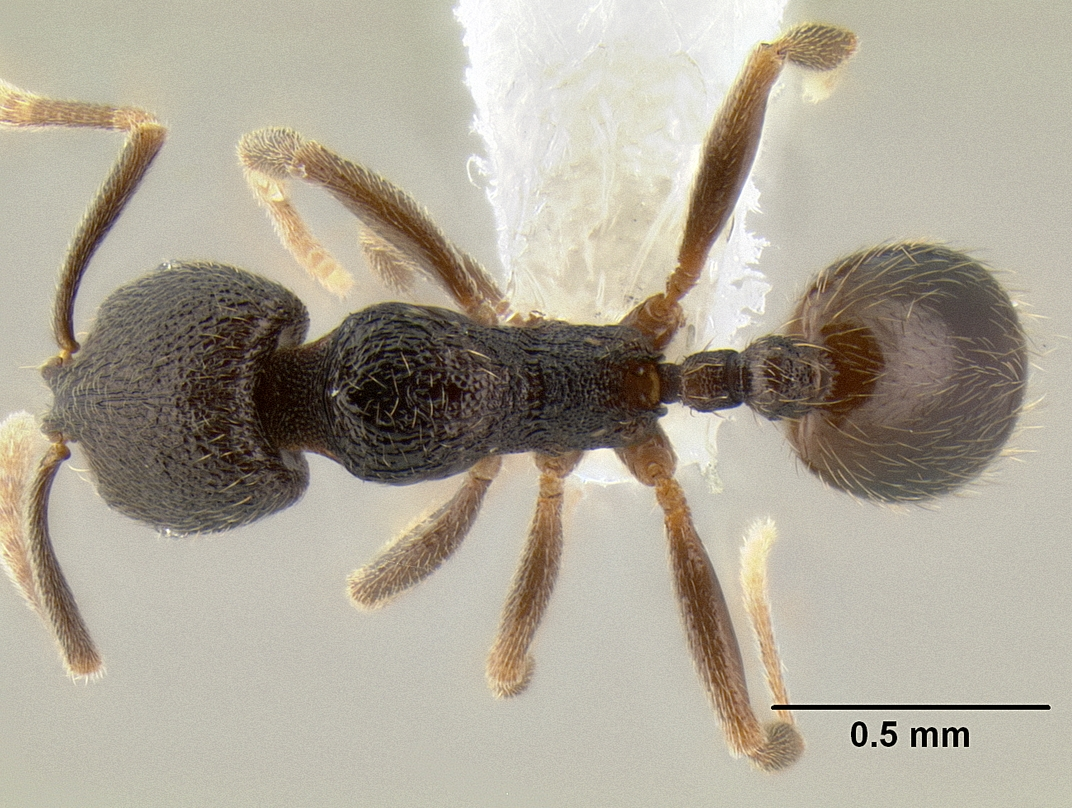
Рабочий Stenamma connectum сверху

Мелкие муравьи, длина около 3 мм. Общая окраска тела тёмно-коричневого цвета, ноги и усики более светлые — желтовато-коричневые. Длина головы рабочего (HL) 0,52—0,69 мм (ширина головы, HW — 0,45—0,60 мм). Длина скапуса усиков рабочего (SL) — 0,39—0,58 мм. Головной индекс (CI=HW/HL × 100) — 84—92, Индекс скапуса (SI=SL/HW × 100.) — 85—99. Усики 12-члениковые (булава из 4 сегментов). Глаза мелкие (до 5 омматидиев в самой широкой линии) расположены в переднебоковых частях головы. Жвалы с 6 зубцами (из них 4 апикальных). Клипеус в передней части с 2—4 мелкими тупыми выступами — зубцами. Стебелёк между грудкой и брюшком состоит из двух сегментов (петиоль + постпетиоль). Встречаются в тропических горных лесах на высотах около 600–2160 м. Вид Stenamma connectum близок к видам Stenamma crypticum, Stenamma huachucanum, Stenamma maximon. Вид был впервые описан в 2013 году американским мирмекологом Майклом Бранштеттером (Michael G. Branstetter; Department of Entomology, Калифорнийский университет в Дэвисе и Национальный музей естественной истории, Смитсоновский институт, Вашингтон, DC, США).